# Domenico Lupatelli
Domenico Lupatelli (Perugia, 1803 – Vallone di Rovito, 25 luglio 1844) è stato un patriota italiano fucilato assieme ai fratelli Attilio ed Emilio Bandiera e ad altri sei patrioti che avevano preso parte alla famosa e sfortunata spedizione in Calabria.

## Biografia

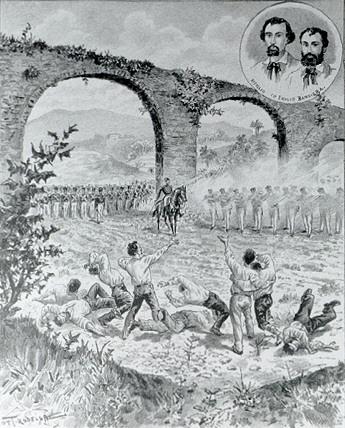
Vallone di Rovito, Esecuzione dei nove patrioti che avevano preso parte alla spedizione del 1844 in Calabria

Di umili origini (svolgeva la professione del muratore) Domenico Lupatelli aderì probabilmente alla prima Giovine Italia, la società fondata da Mazzini a Marsiglia nel luglio 1831 e sciolta dopo il fallimento delle insurrezioni in Piemonte e in Savoia del 1833-34. Arrestato per aver partecipato alle manifestazioni popolari mazziniane dell'8 maggio 1833 che si svolsero a Perugia contro le autorità pontificie, fu condannato a cinque anni di prigione. Scontata la pena, nel 1837 fu condannato all'esilio e si recò in vari paesi europei.
Entrato in contatto con i fratelli Bandiera a Corfù, li accompagnò nella loro sfortunata spedizione partita il 12 giugno 1844 alla volta della Calabria. Sbarcati nei pressi di Crotone il 16 giugno, tre giorni dopo i patrioti furono catturati dalla gendarmeria borbonica nei pressi di San Giovanni in Fiore e condotti a Cosenza per essere sottoposti a giudizio. Condannato dalla corte marziale di Cosenza alla pena di morte il 24 luglio, Domenico Lupattelli fu escluso dalla grazia da parte del sovrano perché ritenuto uno dei capi, e fu fucilato assieme ad altri otto compagni nel vallone di Rovito il 25 luglio 1844.
A lui è oggi dedicata una via a Roma ed una anche a Perugia, sua città natale.

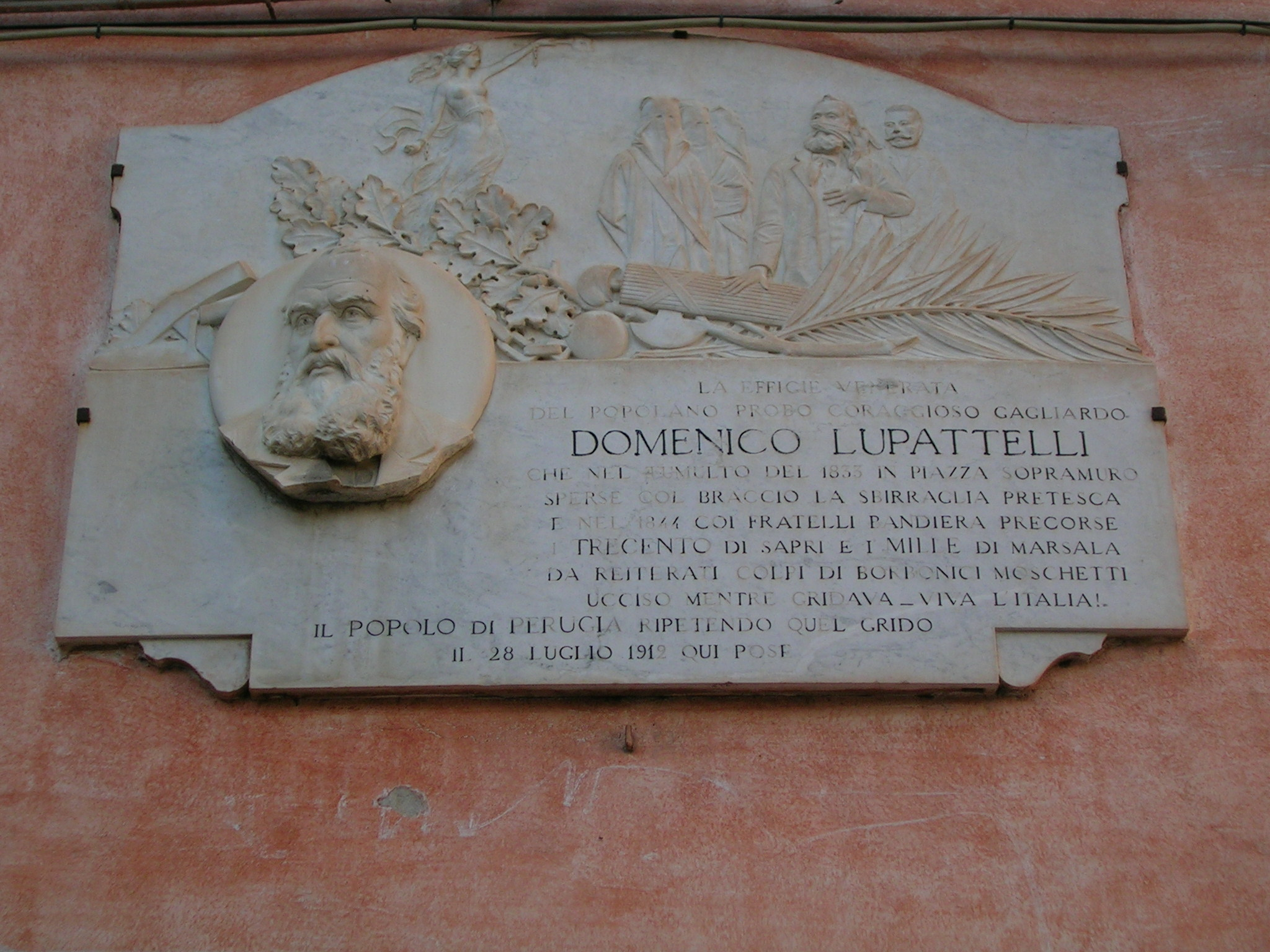
Lapide a Domenico Lupatelli a Perugia